# Габријел Чангсон Чанг
Габријел Чангсон Чанг (енгл. Gabriel Changson Chang) је министар културе и културног наслеђа у Влади Јужног Судана. На позицију је постављен 10. јула 2011. од стране председника државе и премијера Салве Кира Мајардита. Мандат министра је у трајању од пет година. Претходно је обављао исту функцију у Влади Аутономног региона Јужни Судан од 2005. до 2010. године.